# Champañés
El champañés o lengua champañesa (autoglotónimo: champaignat) es una de las lenguas de oïl principalmente hablada en Champaña, pero también en Isla de Francia (la región de París),  Valonia (en la comuna de Vresse-sur-Semois y al sur de la provincia de Luxemburgo). Es una de las lenguas regionales reconocidas por Francia; el champañés se beneficia también del decreto de protección de las lenguas regionales endógenas de la Comunidad francesa de Bélgica.

## Sociolingüística
No se dispone de datos sobre los hablantes del champañés. Los pocos que quedaban han mermado considerablemente a lo largo del siglo XX. No hay constancia de nadie que la tenga como primera lengua ni siquiera que la hable en su día a día. Esto sería, para muchos científicos, un caso de lengua extinguida.
Como todas las lenguas de Francia diferentes al francés, el champañés ha quedado prohibido desde 1700 al 2008, decreto abolido con la reforma de la constitución francesa. La lengua ha pasado durante muchos años discriminada, ridiculizada y en situación de diglosia. Durante los siglos xix y xx los niños eran castigados por hablar champañés en la escuela.
Es reconocida como lengua regional endógena en Bélgica, según un decreto del ejecutivo de la Comunidad francesa adoptado en 1990. En Francia, no se beneficia de ninguna legislación a nivel general y la ratificación de la Carta europea de las lenguas regionales o minoritarias está bloqueada.

## Fonética

### Vocales
La sílaba tónica es siempre la última. En la evolución del latín al champañés las vocales temáticas desaparecen. Así, son frecuentes las palabras terminadas en consonante. Las e finales sin acentuar no se pronuncian.
Las vocales centrales bajas breves latinas [a] evolucionan a [ɛ], anterior semi baja. Así, la Champaña, que en latín es Campannia [kam'pannia], en champañés se dice Champaigne [ʃam'pɛɲ].
- laborare [laβo'ɾa:ɾe] > laibourer [lɛbu'ʀe] (trabajar)

Las vocales seguidas de ene o eme no se nasalizan, así la sílaba in se pronuncia [in].

### Consonantes
La r se pronuncia haciendo vibrar la úvula [ʀ].
A menudo aparecen a principio de palabra consonantes palatalizadas; es decir, que se pronuncian pulsando la lengua contra el paladar , como ocurre en catalán con luna y ñicris . La palatalización se marca con una y:
- [tʲ] oclusiva dental sorda palatal → tyoche [tʲɔʃ] (campana)
- [dʲ] oclusiva dental sonora palatal → diece [dʲɛs] (hielo)
- Corresponden en la evolución de los grupos iniciales latinos [cl] > [tʲ] y [gl] > [dʲ]. Así, clocca (campana) evoluciona a tyoche y glacies (hielo) evoluciona a dyece.

## Dialectos
Marcada sobre todo en el siglo XX por la disolución lingüística con el francés. Al ser lenguas tan parecidas se producen muchas interferencias. Haute-Marne, al sur del dominio lingüístico, es en muchos aspectos zona más conservadora. En el área de Troyes y Reims, situada en el extremo norte, se localizan las hablas más innovadoras, sobre todo en lo que se refiere a la pronunciación.
Henry Bourcelot decía ya en los años setenta del siglo XX que, por lo general, los hablantes ya habían perdido la mayor parte de los rasgos más característicos del idioma. Así, los últimos hablantes ya nasalizaban las vocales, no palatalizaban las t ni las d, el artículo ya era le y el huevo sólo lo usaban ocasionalmente. Hoy en día, sólo restan algunas palabras y expresiones típicas.

## Literatura
La literatura champañesa se compone de teatro, poesía y cómics. Se inicia el siglo XI con Rachi. Sin duda, el escritor champañés más conocido es Chrétien de Troyes (siglo XII). Con obras como El caballero del león, representa el máximo exponente de literatura en este idioma. También hay que hablar de los escritores Geoffroy Villehardouin y Jean Joinville. Destaca también El buen tiempo del carnaval de Clermont-Ferrand, de un autor desconocido. Luego se fueron sucediendo obras que no han tenido tanto eco. A partir del siglo  xvi no se conoce otra obra escrita en champañés. La literatura champañesa nos ha dejado un legado de villancicos y actualmente no hay ningún escritor que publique literatura.
No se publican regularmente libros en champañés. En internet sólo está presente en recopilaciones sobre la lengua escritos en francés y no se ha iniciado ninguna Wikipedia. Actualmente se publican cuatro revistas en champañés:
- Lou Champaignat: revista semestral que recoge cuentos, poemas, recetas de cocina y artículos de temas diversos mayoritariamente relacionados con el patrimonio de la Champaña, tales como historia, toponimia o botánica.
- Parlure
- Champagne-Ardennes
- Terra Ardennes

### Ejemplo
| Champañés | Francés | Español |
| --- | --- | --- |
| La bise pis lu souleil su dêbêchint, chaquin disa qu'il ètot lu pus fôrt, quat il ant vu in vo-yageûr qui s'radinot, amitoufléye da s'mantiau. I su sant mïs d'accôrd qû c'lou qu'arriv'rot lu prumí-ï à fére al'ver s'mantiaü au vo-yageûr, eh bêh qu'çu s'rot lou lu pus fôrt. | La bise et le soleil se disputaient, chacun assurant qu'il était le plus fort, quand ils ont vu un voyageur qui s'avançait, enveloppé dans son manteau. Ils sont tombés d'accord que celui qui arriverait le premier à faire ôter son manteau au voyageur serait regardé comme le plus fort. | El viento y el sol disputaban, cada uno asegurando cuál era el más fuerte, cuando vieron a un viajero que avanzaba envuelto en su manto. Acordaron que el que fuera el primero en hacer sacar el manto al viajero sería tomado como el más fuerte. |